# Prisoners
Pour plus de détails, voir Fiche technique et Distribution.
Prisoners est un thriller américain réalisé par Denis Villeneuve, sorti en 2013.
Dans le nord-est de la Pennsylvanie, Anna Dover et Joy Birch, deux petites filles de six ans, disparaissent. L'inspecteur Loki est chargé de l'enquête. De son propre côté, Keller Dover, le père dévasté d'Anna, qui est aveuglé par sa douleur, se lance alors dans une course contre la montre pour retrouver les fillettes disparues.

## Synopsis
Dans une petite ville pavillonnaire de Pennsylvanie, deux fillettes de huit ans, Anna et Joy, partent à la recherche du sifflet d'alarme qu'Anna a perdu dans le quartier et dont elle s'était fait un jouet. Elles disparaissent. L'inspecteur Loki privilégie la thèse de l'enlèvement. Le suspect numéro 1, Alex Jones, un handicapé mental, rapidement arrêté, est incapable de s'expliquer.
Il est relâché au terme de sa garde à vue, faute de preuves — ce qui provoque la fureur de Keller, le père d'Anna. Keller est un survivaliste porté à la violence. Il agresse Alex à la sortie du commissariat. Le jeune homme lui murmure : « Elles n'ont pas pleuré, jusqu'à ce que je les quitte. » Personne d'autre n'a entendu, et la police ne croit pas Keller. Aveuglé par sa douleur, le père, anéanti, se lance alors dans une course contre la montre pour retrouver les enfants disparues. Il enlève Alex, le séquestre et le torture plusieurs jours durant.
Cependant, cherchant indices et témoignages de maison en maison, Loki découvre dans la cave d'un prêtre le corps momifié d'un homme portant un collier orné d'un labyrinthe. Le prêtre reconnaît le meurtre de l'homme. En confession, celui-ci avait déclaré mener une guerre contre Dieu. Il avait tué 16 enfants, et comptait persévérer dans cette voie.
Loki repère également un homme au comportement suspect, qui lui échappe d'abord, mais qu'il finit par appréhender. Il s'appelle Bob Taylor. Les murs de son domicile sont recouverts de dessins de labyrinthe. Dans des malles, Loki découvre des serpents vivants, mais aussi des vêtements d'enfant ensanglantés. Les parents les reconnaissent comme ceux de leurs deux fillettes disparues. En garde à vue, Taylor dessine des labyrinthes, reconnaît l'enlèvement, mais dans une bagarre avec les policiers il s'empare d'une arme et se suicide avant d'en avoir dit plus. On découvre qu'il a lui-même subi un enlèvement dans son enfance. C'est depuis lors qu'il dessinait des labyrinthes. La police ne croit pas à son implication dans l'enlèvement d'Anna et de Joy, il affabulait : il a dérobé des vêtements dans les chambres des filles et les a maculés de sang de porc.
Keller torture toujours Alex. Le malheureux finit par parler, mais de manière très confuse. Il dit ne pas s'appeler Alex. Il dit qu'enfant, il a tenté de s'échapper d'un labyrinthe. Keller se rend chez Holly Jones, la tante d'Alex. Celle-ci s'exprime volontiers. Très chrétiens, Holly et son mari voyageaient beaucoup, se consacrant au prosélytisme, jusqu'à la mort de leur fils, emporté par un cancer. Elle dit qu'ils ont  recueilli leur neveu Alex, à la mort de ses parents. Le mari d'Holly avait des serpents de compagnie, et c'est un accident avec les serpents qui a stoppé le développement mental d'Alex. Depuis, il ne parle quasiment plus. Le couple Jones s'entendait bien. Puis, le mari est parti.
De son côté, l'inspecteur Loki découvre par hasard qu'un labyrinthe dessiné par Taylor est le même que celui du collier porté par le cadavre momifié.
L'une des fillettes, Joy, est retrouvée droguée, errant dans les rues. À l'hôpital, Keller tente de lui faire dire où elle était retenue prisonnière. Ne s'exprimant qu'avec difficulté, Joy ne peut lui dire que : « Tu y étais. » Keller comprend que la fillette a reconnu sa voix, de l'endroit où elle était détenue. Il retourne aussitôt chez Holly, équipé de toutes sortes d'outils pour l'interroger. Mais Holly, sentant le danger, le menace d'un pistolet. Elle lui révèle qu'elle et son époux étaient entrés en « guerre contre Dieu » pour avoir permis la mort de leur jeune fils. Alex avait été le premier enfant enlevé par le couple. Ils l'avaient épargné. Quant à Anna et Joy, Alex les avait seulement emmenées pour une promenade, sans leur faire de mal. C'est la tante qui les avait séquestrées. Holly oblige Keller à se menotter. Elle le blesse grièvement à la jambe, provoquant une hémorragie, et l'oblige à sauter dans un profond caveau creusé dans le jardin. Les fillettes y ont séjourné un moment, dit-elle. L'entrée se trouve sous une épave d'automobile capable, contre toute attente, de se déplacer sur quelques mètres. Enfermé dans le caveau, Keller y découvre le sifflet d'alarme de sa fille, celui-là même que les deux fillettes étaient parties chercher avant d'être enlevées.
L'inspecteur Loki a retrouvé Alex, toujours vivant. Il se rend chez Holly pour l'en informer. La maison semble déserte. Loki s'y introduit, et remarque une photo du mari d'Holly. Celui-ci porte au cou le collier au labyrinthe que porte le cadavre momifié trouvé chez le prêtre. Poursuivant ses recherches dans la maison, l'inspecteur découvre Holly, de dos, finissant d'injecter un poison à la petite Anna. Braquant son arme sur elle, il la somme de se rendre, mais Holly se retourne pistolet à la main, tous deux tirent en même temps. Holly s'effondre, l'inspecteur est blessé à la tempe. Il conduit en toute hâte Anna à l'hôpital.
La fillette survit. Alex, qui était un des enfants disparu depuis 26 ans est rendu à ses vrais parents. On ignore ce qu'est devenu Keller. Des fouilles sont entreprises dans la propriété d'Holly pour retrouver des restes d'autres enfants enlevés. Mais, la terre étant gelée, leur poursuite semble compromise. Resté seul dans la cour, l'inspecteur Loki perçoit un faible signal insistant, celui du sifflet d'alarme d'Anna.

## Fiche technique
- Titre original et français : Prisoners
- Titre québécois : Prisonniers[1]
- Réalisation : Denis Villeneuve
- Scénario : Aaron Guzikowski (en)
- Direction artistique : Patrice Vermette
- Décors : Paul D. Kelly
- Costumes : Renée April
- Photographie : Roger Deakins
- Montage : Joel Cox et Gary Roach
- Musique : Jóhann Jóhannsson
- Production : Kira Davis, Broderick Johnson, Adam Kolbrenner, Andrew Kosove, Mark Wahlberg et Robyn Meisinger
- Sociétés de production : Alcon Entertainment ; 8:38 Productions et Madhouse Entertainment (coproductions)
- Sociétés de distribution : Warner Bros.
- Budget : 46 000 000 de dollars[2]
- Pays d’origine :  États-Unis
- Langue originale : anglais
- Format : couleur — 35 mm — 1,85:1 — son Dolby Digital / SDDS
- Genre : thriller
- Durée : 153 minutes
- Dates de sortie :
  - États-Unis, Canada : 20 septembre 2013
  - France : 9 octobre 2013
- Classification :
  -  États-Unis : R - Restricted
  -  France : Interdit aux moins de 12 ans lors de sa sortie en salles et aux moins de 16 ans à la télévision.

## Distribution
- Hugh Jackman (VF : Joël Zaffarano ; VQ : Daniel Picard) : Keller Dover
- Jake Gyllenhaal (VF : Rémi Bichet ; VQ : Martin Watier) : Inspecteur Loki
- Viola Davis (VF : Maïk Darah ; VQ : Johanne Garneau) : Nancy Birch
- Maria Bello (VF : Déborah Perret ; VQ : Anne Bédard) : Grace Dover
- Terrence Howard (VF : Lucien Jean-Baptiste ; VQ : Gilbert Lachance) : Franklin Birch
- Melissa Leo (VF : Françoise Rigal ; VQ : Chantal Baril) : Holly Jones
- Paul Dano (VF : Donald Reignoux ; VQ : Sébastien Reding) : Alex Jones
- Dennis Christopher : Mr. Jones
- Dylan Minnette (VF : Mathias Mella ; VQ : François-Nicolas Dolan) : Ralph Dover
- Brad James (VF : Benjamin Gasquet) : Officier Carter
- Zoë Soul (VF : Jade Jonot ; VQ : Ludivine Reding) : Eliza Birch
- Erin Gerasimovich (VF : Coralie Thuilier) : Anna Dover
- Kyla Drew : Joy Birch
- Wayne Duvall (VF : Jacques Bouanich) : Capitaine Richard O'Malley
- Len Cariou : Père Patrick Dunn
- David Dastmalchian : Bob Taylor
- Jeff Pope : Elliot Milland

Source et légende : version française (VF) sur AlloDoublage ; version québécoise (VQ) sur Doublage.qc.ca

## Production

### Choix des acteurs
Pour le rôle de Keller Dover, Leonardo DiCaprio et Mark Wahlberg furent sollicités avant que Hugh Jackman n'obtienne le rôle.
Pour le rôle de l'inspecteur Loki, Ryan Gosling a passé l'audition mais Jake Gyllenhaal l'a obtenu.
Pour le rôle de Ralph Dover, le premier choix fut Timothée Chalamet avant qu'il ne soit finalement attribué à Dylan Minnette.

## Accueil

### Accueil critique
Lors de la grande première au Festival du film de Telluride, les premiers critiques américains ont été à la hauteur des attentes. Le Hollywood Reporter et Variety ont acclamé ce film pour : « des performances solides de Hugh Jackman et Jake Gyllenhaal, le cinéaste québécois a accouché d’un thriller psychologique sombre, terrifiant et poignant ». Plusieurs experts ont déclaré qu'il sera dans la course aux Oscars.
Le film est très bien accueilli par le public puisque sa note moyenne sur l'Internet Movie Database est de 8,1/10 pour 688 000 votants.
Il récolte également une note de 70/100 sur Metascore avec 53 critiques presses.

### Box-office
| Pays ou région    | Box-office        | Date d'arrêt du box-office | Nombre de semaines |
| ----------------- | ----------------- | -------------------------- | ------------------ |
| États-Unis Canada | 61 002 302 $,     | 5 décembre 2013            | 11                 |
| France            | 1 155 295 entrées | 3 décembre 2013            | 15                 |
| Monde             | 122 126 687 $     | 5 janvier 2014             | -                  |

Le film a récolté 20 817 053 de dollars pour son week-end d'ouverture aux États-Unis et au Canada réunis.

## Distinctions

### Récompenses
- Festival du film de Hollywood 2013 : meilleur acteur dans un second rôle pour Jake Gyllenhaal
- National Board of Review Awards 2013 : meilleur ensemble et Top 10 Films
- Academy of Science Fiction, Fantasy & Horror Films : meilleur maquillage pour Donald Mowat
- ASCAP Film and Television Music Awards : Top Box Office Films pour Jóhann Jóhannsson
- New-York Film Critics Online : meilleur film de l'année
- Hollywood Makeup Artist and Hair Stylist Guild Awards : meilleur maquillage contemporain pour un film pour Donald Mowat et Pamela S. Westmore

### Nominations et sélections
- Oscars 2014 : meilleure photographie pour Roger Deakins
- Academy of Science Fiction, Fantasy & Horror Films : meilleure actrice dans un second rôle pour Melissa Leo
- American Society of Cinematographers : meilleure photographie pour un film pour Roger Deakins
- Festival du film de Telluride 2013 : sélection officielle
- Festival international du film de Toronto 2013 : sélection « Special Presentations »
- Washington D.C. Area Film Critics Association Awards 2013 : meilleure distribution
- Critics' Choice Movie Awards 2014 : meilleure photographie pour Roger Deakins
- Satellite Awards 2014 :
  - Meilleur acteur dans un second rôle pour Jake Gyllenhaal
  - Meilleure photographie pour Roger Deakins
  - Meilleur montage pour Joel Cox et Gary Roach